# Romanos 4

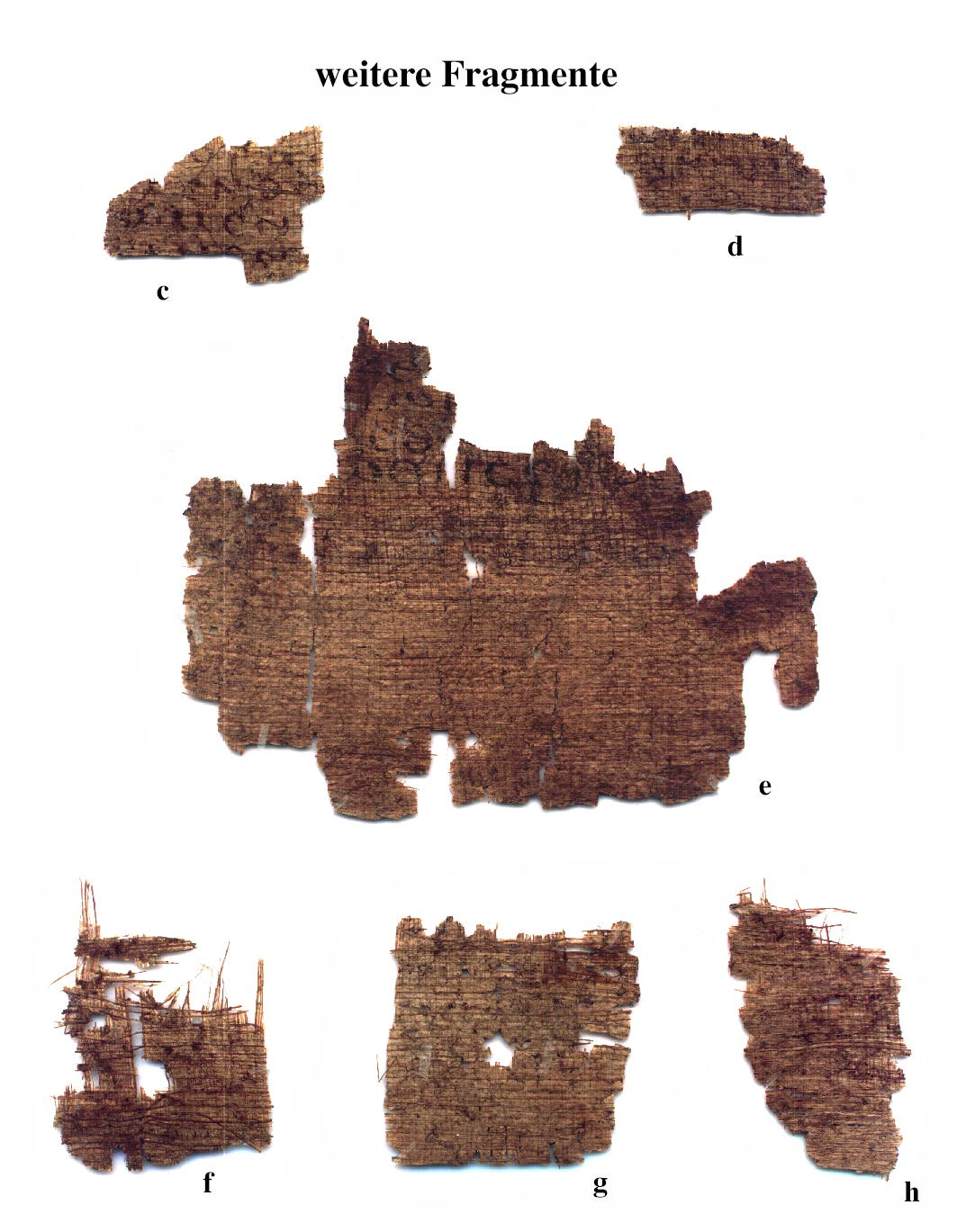
Fragmento c a h que contiene partes de la Epístola a los Romanos en el Papiro 40, escrito hacia el año 250 d. C.

Romanos 4 es el cuarto capítulo de la Epístola a los Romanos del Nuevo Testamento de la  Biblia cristiana. Fue compuesta por Pablo el Apóstol, mientras se encontraba en Corinto a mediados de los años 50 d. C., con la ayuda de un amanuense (secretario), Tercio, que añadió su propio saludo en Romanos 16:22.

## Texto
El texto original fue escrito en griego koiné. Este capítulo está dividido en 25 versículos.

### Testigos textuales
Algunos manuscritos tempranos que contienen el texto de este capítulo son:
- Papiro 40 (~250 d. C.; versículos 1-8 existentes)
- Codex Vaticanus (325-350)
- Codex Sinaiticus (330-360)
- Codex Alexandrinus (400-440)
- Codex Ephraemi Rescriptus (~450; completo)